# Samsung Galaxy M10
Samsung Galaxy M10 korejského výrobce Samsung Electronics je Androidem poháněný chytrý telefon nižší střední třídy z modelové řady M.
Model byl představen, spolu s vybavenější Galaxií M20, 28. ledna 2019 v Indii. Na tamějším trhu se obě emka dočkala uvedení 5. února 2019. Následně se mají objevit na dalších trzích. V Česku a i na Slovensku bude typ M10 v nabídce chybět. Konkuruje mu Xiaomi Redmi Note 6 Pro.

## Parametry

### Hardware
Em-desítka skrývá v útrobách System on a chip (SoC; česky počítač na čipu) Samsung Exynos 7870 Octa (14nm proces výroby), sestávající mj. z osmice jader ARM Cortex-A53 à 1,6 GHz, grafického akcelerátoru Mali-T830 MP1, 2 či 3 GiB RAM a 16 či 32 GiB vnitřního úložiště s možností rozšíření až na 512 GiB pomocí microSD.
Telefon pojme až dvě NanoSIM karty a energii mu dodává nevyjímatelná baterie s kapacitou 3 400 mAh. Co do barev je buď oceánsky modrý či matně černý.
Optickou chloubou je zadní duální fotoaparát s ultraširokoúhlým objektivem. Primární fotoaparát má 13megapixelů a světelnost f/1,9, sekundární pak 10 Mpixelů, světelnost f/2,2 a ultraširokoúhlý objektiv. Přední („selfie“ [ˈselfi]) fotopřístroj nabízí 5 Mpixelů; je situován v horním středovém výřezu displeje ve tvaru široké litery V.
Ozvučení telefonu zajišťuje repro a běžný 3,5mm audio jack [džæk].

### Software
Operačním systémem je Android 8.1 Oreo s grafickou nadstavbou Samsung Experience 9.5.